# Hradiště u Kasejovic
Hradiště (deutsch Hradischt) ist eine Gemeinde mit 264 Einwohnern in Tschechien. Sie liegt 10 Kilometer nordwestlich  von Blatná und gehört zum Okres Plzeň-jih. Die Katasterfläche beträgt 1362 Hektar.

## Geographie
Hradiště befindet sich in 492 m ü. M. am Hradištský potok in einer Teich- und Hügellandschaft in Westböhmen. Östlich des Ortes liegt der Nový rybník, der größte Teich in der näheren Umgebung. Nördlich des Dorfes verläuft die Eisenbahnnebenstrecke von Třebčice nach Blatná.
Nachbarorte sind Kasejovice im Norden, Lnáře im Nordosten, Tchořovice im Osten, Zahorčičky im Süden, Nezdřev im Südwesten, Řesanice im Westen sowie Polánka im Nordwesten.

## Geschichte
Die erste urkundliche Erwähnung von Hradiště stammt aus dem Jahre 1227.

## Gemeindegliederung
Zur Gemeinde Hradiště gehören die Ortsteile Bezděkov (Besdiekau) und Zahorčičky (Klein Sahortschitz).

## Sehenswürdigkeiten
- Schloss Hradiště